# Бенедикт XIII (антипапа)
Бенеди́кт XIII  (Педро Мартінес де Луна, ісп. Pedro Martínez de Luna, 1342/43, Арагон — 23 травня 1423, Пеніскола) — антипапа з 28 вересня 1394 до смерті. Другий і останній з «авіньйонських» антипап періоду Великої західної схизми. В Іспанії відомий як «Папа Луна».

## Життя

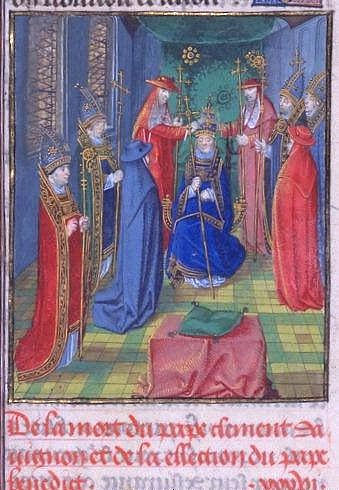
Коронація Бенедикта XIII в Авіньйоні

Педро Мартінес де Луна народився в Ільуека, королівство Арагон (сучасна Іспанія) в 1328 році. Сім'я де Луна належала до числа шляхетних арагонські фамілій. Педро навчався юриспруденції та канонічного права в університеті Монпельє. 20 грудня 1375 року він був призначений папою Григорієм IX кардиналом-дияконом з титулом церкви Санта Марія ін Космедін і переїхав в Авіньйон, до папського двору. У 1377 році Педро де Луна разом з іншими кардиналами і самим папою повернулися в Рим, завершивши таким чином період Авіньйонського полону пап.

## Правління

Герб антипапи Бенедикта XIII

У 1389 році після смерті Урбана VI римський конклав обрав папою Боніфація IX. Оскільки ніяких спроб подолати схизми не робилося, паралельне існування двох курій в Римі і Авіньйоні тривало. У 1394 році помер Климент VII. 28 вересня того ж року на конклаві в Авіньйоні Педро де Луна був вибраний папою і прийняв ім'я Бенедикт XIII. Як папу його визнали Франція, Шотландія, Сицилія, Кастилія, Арагон, Наварра і Португалія. Однак у 1398 році французька церква змінила думку і перестала визнавати Бенедикта як законного папу. Відмовили йому у підтримці та впливові на той час богослови Паризького університету. Сімнадцять із двадцяти трьох кардиналів, включаючи всіх французів, покинули Авіньйон. Після п'ятирічної облоги Авіньйона французькою армією Бенедикт був змушений покинути його і сховатися на територіях, що належали його союзнику Людовіку Анжуйскому. До 1406 законність Бенедикта визнавали тільки Арагон, Кастилія, Сицилія і Шотландія. У провідних європейських державах вже почало відчуватися сильне невдоволення тривалим церковним розколом. Після того, як останній римський папа періоду Великого розколу Григорій XII при вступі на престол заявив, що готовий добровільно скласти з себе повноваження, якщо те ж саме зробить Авіньйонський папа, Бенедикт XIII змушений був почати переговори. 1407 року відбулася особиста зустріч Бенедикта XIII і Григорія XII в Савоні. Обидва папи увійшли до міста на чолі своїх озброєних прихильників. Переговори повністю провалилися. Після того стало ясно, що з доброї волі подолати розкол не здатні ні Рим, ні Авіньйон, все більшої ваги в Церкві почала набирати ідея про скликання собору для ліквідації схизми. Після того, як цю ідею підтримали й відомі богослови того часу і король Франції Карл VI, стало можливе скликання Пізанського собору, на якому обидва папи склали свої повноваження, а новим папою був обраний Олександр V. Пізанський собор, однак, не лише не подолав розкол, але й привів до погіршення ситуації — і Бенедикт XIII і Григорій XII рішень собору не визнали, після чого в церкві утворилися відразу три папи, кожен із яких вважав себе єдино законним. Бенедикт XIII, не маючи можливості повернутися в Авіньйон в умовах ворожості з боку Франції, розмістив свою резиденцію в Перпиньяні.

## Завершення розколу

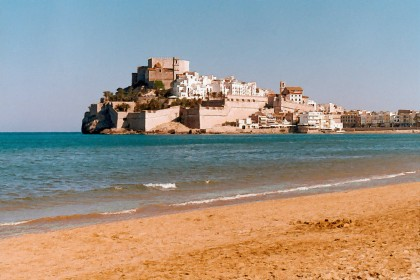
Замок Пеніскола

Великий західний розкол був подоланий на Констанцькому соборі, який відбувся за підтримки імператора Сигізмунда. На відміну від римського та пізанського пап, які добровільно відреклися від престолу, Бенедикт XIII вперто відмовлявся це зробити. 27 липня 1417 року Констанцький собор скинув його і відлучив від церкви. Оскільки в підтримці Бенедикту відмовили всі держави крім Арагону, він був змушений тікати з Перпіньяну в замок Пеніскола, неподалік від Валенсії. Після того, як у визнанні Бенедикту відмовив і Арагон, він жив у Пенісколі до самої своєї смерті 23 травня 1423 року з купкою прихильників, не визнаний папою ніким, крім них. Фактично з обранням Мартина V на соборі як загально визнаного папи, церковний розкол закінчився, але Бенедикт не змирився з цим. Перед смертю він призначив з числа своїх нечисленних прихильників чотирьох кардиналів, два з яких після смерті Бенедикта були антипапами під іменами Климент VIII та Бенедикт XIV.